# Dan Tichon
Dan Tichon (en hebreo: דן תיכון‎), (Kiryat Haim, Mandato Británico de Palestina, 5 de enero de 1937-Nesher, 30 de septiembre de 2024) fue un político israelí y presidente de la Knesset de 1996 a 1999.

## Biografía
Dan Tichon nació en Kiryat Haim durante la era del Mandato. Se desempeñó como oficial en las Fuerzas de Defensa de Israel antes de graduarse en economía y relaciones internacionales en la Universidad Hebrea de Jerusalén. De 1970 a 1974 se desempeñó como Asesor del Ministro de Comercio e Industrias en Áreas de Desarrollo y de 1971 a 1981 fue Presidente del Consejo Directivo de la Empresa de Vivienda y Fomento. En 1977 fue nombrado director general de la Sociedad de Vivienda y Fomento. En la década de 2000, se desempeñó como presidente de la Autoridad Portuaria de Israel y luego como presidente de Israel Ports Development & Assets Company, pero renunció en enero de 2006.

## Carrera política
En 1981, fue elegido miembro del Likud en la décima Knesset. Se desempeñó como miembro de los Comités de la Knesset sobre Finanzas, Asuntos Internos y Medio Ambiente, Control Estatal, Energía y Deportes. En 1984, Tichon fue reelegido y se convirtió en vicepresidente de la Knesset y miembro de los comités de Finanzas y Auditoría del Estado de la Knesset.
Después de ser elegido nuevamente para la 12.ª Knesset, continuó en estos cargos, sirviendo también como Presidente de la Liga de Amistad Parlamentaria Israel-Alemania.
En la 13.ª Knesset fue presidente del Comité de Auditoría Estatal de la Knesset y miembro del Comité de Finanzas de la Knesset. En julio de 1996, fue nombrado Portavoz de la 14.ª Knesset .
Perdió su escaño en las elecciones de 1999.
En 2010-2011, Tichon fue presidente del Grupo de trabajo para la Alianza Internacional para el Recuerdo del Holocausto' (ITF).

## Vida personal
Tichon está casado y tiene dos hijos. Su nieto, Roy Schwartz Tichon, es un activista que promueve los derechos civiles a través de “Noa Tanua”, una organización sin fines de lucro que fundó.